# Liste de poètes québécois
Pour un article plus général, voir Littérature québécoise.
Liste de poètes québécois, par ordre alphabétique.
- Haut – A
- B
- C
- D
- E
- F
- G
- H
- I
- J
- K
- L
- M
- N
- O
- P
- Q
- R
- S
- T
- U
- V
- W
- X
- Y
- Z

## A
- José Acquelin
- Marie-Célie Agnant
- Donald Alarie
- Francine Allard
- Anne-Marie Alonzo
- Geneviève Amyot
- Marguerite Andersen
- Bernard Anton
- Gilles Archambault
- Nora Atalla
- Denis Aubin
- Napoléon Aubin
- Élaine Audet
- Martine Audet

## B
- Joséphine Bacon
- Robert Baillie
- Jean Basile
- Louise Beauchamp
- Marjolaine Beauchamp
- Nérée Beauchemin
- Véronique Beauchesne
- Germaine Beaulieu
- Michel Beaulieu
- Natasha Beaulieu
- André Beauregard
- Virginie Beauregard D.
- Claude Beausoleil
- Laurie Bédard
- Pierre Bédard
- Salah El Khalfa Beddiari
- Luc-Achille Bégin
- Marcel Bélanger
- Paul Bélanger
- Ève Bélisle
- Janick Belleau
- Normand de Bellefeuille
- Frans Ben Callado
- Bernard de Brienne
- David Bergeron
- Jovette-Alice Bernier
- Dominique Bernier-Cormier
- Louky Bersianik
- Claudine Bertrand
- Huguette Bertrand
- Jean-Pierre Bérubé
- Pascale Bérubé
- Carl Bessette
- Gérard Bessette
- Michel Bibaud
- Jean-Noël Bilodeau
- Marie-Claire Blais
- Mathieu Blais
- Roger Stéphane Blaise[1]
- Arthur Boissonnault
- France Boisvert
- Jean Boisvert
- Nathalie Boisvert
- Réginald Boisvert
- Yves Boisvert
- France Bonneau
- Monique Bosco
- Louise Bouchard
- Denise Boucher
- France Boucher
- Mederic Boudreault
- Jacques Boulerice
- Hédi Bouraoui
- Édith Bourget
- Daniel Brassard
- Mario Brassard
- Jacques Brault
- Karine Breault
- Roger Brien
- Jacques Brillant
- André Brochu
- Nicole Brossard
- Marc André Brouillette
- Michel Bujold
- Ginette Bureau
- Simone Bussières

## C
- Fulvio Caccia
- Maurice Cadet
- André Cailloux
- Sylvie Caissie
- Lisa Carducci
- Roch Carrier
- Georges Cartier
- Richard Casavant[2]
- Maxime Catellier
- Henri-Raymond Casgrain
- Francis Catalano
- Denis-Martin Chabot
- Marc Chabot
- Philippe Chagnon
- Paul Chamberland
- William Chapman
- Benoît Chaput
- Jonathan Charette
- Jean Charlebois
- François Charron
- Pierre Chatillon
- Pierre-Joseph-Olivier Chauveau
- Lise Chevrier
- Mario Cholette
- René Chopin
- Gilbert Choquette
- Robert Choquette
- Michel-Ernest Clément
- Myriam Cliche
- Cécile Cloutier
- Guillaume Cloutier
- Guy Cloutier
- Laure Cloutier
- Leonard Cohen
- Jean-Yves Collette
- Daria Colonna
- Christophe Condello
- Carle Coppens
- Patrick Coppens
- Marie-Claire Corbeil
- Jean-Marc Cormier
- Hugues Corriveau
- Jean Cossette
- Michel Côté
- Louise Cotnoir
- Shawn Cotton
- Jennifer Couëlle
- Yan D. Couture
- Yvon H. Couture
- Octave Crémazie

## D
- Kimm D.
- Antonio D'Alfonso
- Jean-Marc Dalpé
- Aimée Dandois-Paradis
- Pierre Dansereau
- Louis Dantin
- Jean-Paul Daoust
- Carole David
- Mado de l'Isle
- Monique Deland
- Francine Déry
- Roger Des Roches
- Joël Des Rosiers
- Denise Desautels
- Patrice Desbiens
- Alexandre Deschênes
- Louise Deschênes
- Marjolaine Deschênes
- Diane Descôteaux
- Jean-Marc Desgent
- Guy Désilets
- Gilbert-R Desjardins
- Louise Desjardins
- Marcelle Desjardins
- Richard Desjardins
- Roxane Desjardins
- Anne-Marie Desmeules
- Stéphane Despatie
- Alfred DesRochers
- Jean-Simon DesRochers
- Pierre Desruisseaux
- Gilles Devault
- Alfred De russe
- Hector de Saint-Denys Garneau
- Sylvain Dodier
- Georges Dor
- Jonathan Doré
- Hélène Dorion
- Jean Dorval
- Paule Doyon
- François Drolet
- Marisol Drouin
- Michelle Dubois
- Alycia Dufour
- Marie-Andrée Dufresne
- Caroline Dugas
- Raôul Duguay
- André Duhaime
- Sébastien Dulude
- Frédéric Dumont
- Fernand Dumont
- Louise Dupré
- Gilbert Dupuis
- Frédérick Durand
- Fernand Durepos
- Ollivier Dyens

## E
- Rose Eliceiry
- Gérard Étienne

## F
- Alain Farah
- Alexandre Faustino
- Pascal-Angelo Fioramore
- Élizabeth Filion
- Jean-Paul Filion
- Chantal Fleury
- Jean-Michel Fontaine
- Isabelle Forest
- Carole Forget[3]
- Alain Fortaich
- Catherine Fortin
- Célyne Fortin
- Robbert Fortin
- Danielle Fournier
- Lucien Francoeur
- Louis Fréchette
- Christiane Frenette
- Andréane Frenette-Vallières

## G
- Alain Gagnon
- Jean-Philippe Gagnon
- Madeleine Gagnon
- Renée Gagnon
- Sébastien B. Gagnon
- Gary Gaignon
- Alfred Garneau
- Hector de Saint-Denys Garneau
- François-Xavier Garneau
- Jacques Garneau
- Michel Garneau
- Sylvain Garneau
- Ramon Armando Garzon Mendoza
- Sammy Gatlmm
- Gérald Gaudet
- Isabelle Gaudet-Labine
- Daniel Gaudreau
- Jean-Pierre Gaudreau
- Jacques Gauthier
- Claude Gauvreau
- Michel Gay
- Agathe Génois
- Louis Geoffroy
- Frédéric Germain Paradis
- André Gervais
- Guy Gervais
- Nadia Ghalem
- Antony Gignac
- Roland Giguère
- Nicholas Giguère
- Charles Gill
- Marie-Andrée Gill
- Marilène Gill
- Roger Gingras
- Cynthia Girard
- Robert Giroux
- François Godin
- Gérald Godin
- Je Go-dreault
- Pascal Goovaerts
- David Goudreault
- Jean-Luc Gouin
- Alain Grandbois
- Luc Granger
- Claude-Henri Grignon
- Jean Grignon
- Jean-Pierre Guay
- Marie-Élaine Guay
- Michel Guay
- Daniel Guénette
- Daniel Guimond
- Antony Gignac

## H
- Philippe Haeck
- Claude Haeffely
- Susanne Hamel-Michaud
- Anne Hébert
- Tommy Height
- Cédric Hénault
- Gilles Hénault
- Dany Héon
- François Hertel
- Alain Horic
- Julie Huard
- Marianne Hubert
- Louise Hudon
- Jean-Sébastien Huot

## J
- Louis Dubois
- Suzanne Jacob
- Guy Jean
- Yvon Jean
- Lorrie Jean-Louis
- Maurice Joncas
- Douglas-Gordon Jones
- Michel Jorg
- Jean-François Lacharité-Ébacher

## K
- Gary Klang
- Akim Kermiche

## L
- Lavoie Ghislaine
- Marie Laberge
- Marcel Labine
- Pierre Labrie
- Andrée Lacelle
- Carl Lacharité
- France Lachaine
- Nicole de La Chevrotière
- Anthony Lacroix
- Jérôme Lafond
- Vicki Laforce
- Micheline La France
- Jean Lafrenière
- Christiane Lahaie
- Gabriel Lalonde
- Michèle Lalonde
- Robert Lalonde
- Gustave Lamarche
- Patricia Lamontagne
- Henri Lamoureux
- Annie Landreville
- Diane Landry
- Gilbert Langevin
- Marie Aude Laperrière
- René Lapierre
- Gatien Lapointe
- Paul-Marie Lapointe
- Corinne Larochelle
- Luc LaRochelle
- Fernande Larouche
- Jean-Sébastien Larouche
- Louise Lou Larouche
- Rina Lasnier
- Michel ( Plume ) Latraverse
- Dominique Lauzon
- Bertrand Laverdure
- Alfredo Lavergne
- Carol LeBel
- Daniel Leblanc-Poirier
- Félix Leclerc
- Gilles Leclerc
- Michel Leclerc
- Monique Leclerc
- Serge Legagneur
- Benoît Legros
- Sylvain Lelièvre
- Michel Lemaire
- Pamphile LeMay
- Margot Lemire
- Kateri Lemmens
- Wilfrid Lemoine
- Pierre-Roger Léon
- Rosalie Lessard
- Geneviève Letarte
- Patrick Léveillé
- Anne-Michèle Lévesque
- Raymond Lévesque
- Renaud Longchamps
- Françoise  Loranger
- Jean-Aubert Loranger
- Albert Lozeau
- Nadine Ltaif
- Lux

## M
- Mc June
- Robert J Mailhot
- Andrée Maillet
- André Major
- Paul-Chanel Malenfant
- André Marceau
- Guy Marchamps
- Clément Marchand
- Olivier Marchand
- André Marquis
- Roland Marquis
- Gilles Marsolais
- Émile Martel
- Marie-Sœurette Mathieu
- Pierre Mathieu
- Axel Maugey
- Line McMurray
- Robert Melançon
- Guy Ménard
- Serge Mercier
- Ollivier Mercier Gouin
- Pauline Michel
- Gaston Miron
- Isabelle Miron
- Christian Mistral
- Annie Molin Vasseur
- Hélène Monette
- Jean-Sébastien Monette
- France Mongeau
- Serge Mongrain
- Cristina Montescu
- Pierre Morency
- Denis Morin
- Paul Morin
- Germaine Mornard

## N
- J-F Nadeau
- Émile Nelligan
- Pierre Nepveu
- Bernard Noël

## O
- Laurence Olivier
- Huguette O'Neil
- Huguette Orly
- Jacques Ouellet
- Jacques P. Ouellet
- Marie-Belle Ouellet
- Pierre Ouellet
- Fernand Ouellette
- Gabriel-Pierre Ouellette

## P

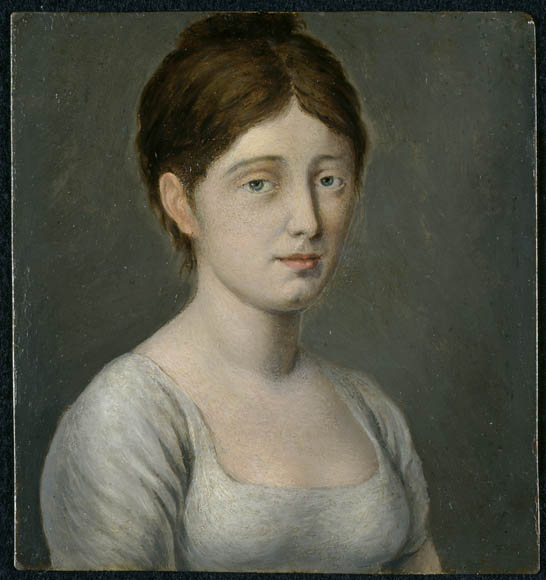
Louise-Amélie Panet (1789-1862)

- Jocelyn Pagé
- Monique Pagé
- Alain-Arthur Painchaud
- Jean-Guy Paquin
- Simon Paquet
- Claude Paradis
- Suzanne Paradis
- Claude Paré
- Yvon Paré
- Dominick Parenteau-Lebeuf
- Louise de Gonzague Pelletier
- Claude Péloquin
- Pierre Perrault
- Luc Perrier
- Jean Perron
- Pierre Petel
- Jean-Pierre Petits
- Anne Peyrouse
- Marc-Antoine K. Phaneuf
- François Piazza
- Alphonse Piché
- Leslie Piché
- Jean-Guy Pilon
- Réjean Plamondon
- Michel Pleau
- Danny Plourde
- Jimmy Poirier
- Gervais Pomerleau
- Alain Pontaut
- Jean-Noël Pontbriand
- Aline Poulin
- Gabrielle Poulin
- Patrick Poulin
- Martin Pouliot
- Jean-François Poupart
- Joël Pourbaix
- Bernard Pozier
- Yves Préfontaine
- Stefan Psenak

## R
- Luc Racine
- Alain Raimbault
- Hubert de Ravinel
- Maxime Raymond
- Camille Readman-Prud'Homme
- Diane Régimbald
- Michel Régnier
- Alix Renaud
- Christine Richard
- Lyne Richard
- Jean-Éric Riopel
- François Rioux
- Alice Rivard
- Sylvain Rivière
- Émile Roberge
- Éric Roberge
- André-Guy Robert
- Dominique Robert
- Guy Robert
- Éric Roger
- Gilbert Rolland-Desjardins
- Rolande Ross
- Étienne Rousseau
- Paul Rousseau
- Simone Routier
- André Roy
- Bruno Roy
- Camille Roy
- Daniel Roy
- Denis Roy
- Jean-Yves Roy
- Lucille Roy
- Marcelle Roy
- Jean Royer
- Louis Royer
- Hector Ruiz

## S
- Charles Sagalane
- Janou Saint-Denis
- Rodney Saint-Éloi
- Micheline Sainte-Marie
- Fernande Saint-Martin
- Christiane Saint-Pierr
- Félix-Antoine Savard
- Marie Savard
- Paul Savoie
- Chloé Savoie-Bernard
- Danielle Shelton
- Patrick Simon
- Jean Simoneau
- Mathieu Simoneau
- Danièle Simpson
- Daniel Sloate
- Jean-François Somain
- Carolyn Marie Souaid
- Maurice Soudeyns
- Érika Soucy
- Julie Stanton
- Suzanne St-Hilaire
- Monique St-Pierre
- Nathalie Stephens

## T
- Olivia Tapiero
- François Tétreau
- Jean-Yves Théberge
- France Théoret
- Marie-José Thériault
- Martin Thibault
- Valerie Thibault
- Serge Patrice Thibodeau
- Jacques Thisdel
- Michaël Trahan
- Clarisse Tremblay
- Gaston Tremblay
- Jean-Philippe Tremblay
- Michel Tremblay
- Larry Tremblay
- Tony Tremblay
- Pierre Trottier
- Clara B.-Turcotte
- Élise Turcotte
- Émilie Turmel

## U
- Marie Uguay

## V
- Claudine Vachon
- Marc Vaillancourt
- Danièle Vallée
- Denis Vanier
- Michel Van Schendel
- Laurence Veilleux
- Laurier Veilleux
- Maude Veilleux
- Lise Vekeman
- France Vézina
- Nancy Vickers
- François Vigneault
- Gilles Vigneault
- Yolande Villemaire
- Marie-Hélène Voyer

## W
- Louise Warren
- Nathalie Watteyne

## Y
- Robert Yergeau
- Lélia Young
- Josée Yvon